# Pic Meszah
Le pic Meszah est un sommet de Colombie-Britannique, au Canada, constituant le point culminant du volcan Level Mountain avec 2 166 mètres d'altitude. Il s'agit d'un reliquat de cône volcanique.